# ایستگاه متروی شهید رضایی
ایستگاه مترو شهید رضایی یکی از ایستگاه‌های خط ۶ مترو تهران است که در منطقه ۱۵ تهران واقع شده است. 
این ایستگاه ۱۹ مهر ۱۴۰۰ به صورت رسمی افتتاح شد.
ایستگاه شهید رضایی سیزدهمین ایستگاه افتتاح شده خط ۶ مترو تهران محسوب می‌شود که در خیابان هفده شهریور، بالاتر از خیابان شهید رضایی قرار دارد. عملیات عمرانی با صرف هزینه‌ای در حدود ۳۰۰ میلیارد تومان انجام شد.